# DAF 95
DAF 95 byl nákladní automobil, který firma DAF uvedla v roce 1987 jako nástupce řady DAF 2800. Byl vyvinut s cílem umožnit vysoký přepravní výkon s nízkými provozními náklady. 
DAF 95 byl poprvé představen veřejnosti na Mezinárodní výstavě užitkových vozidel v roce 1987. Zpočátku byl k dispozici pouze vznětový motor ATi (Advanced Turbo Intercooling Motor) o zdvihovém objemu 11,6 litru, 6 válci a výkonu 228, 257 nebo 280 kW (310–380 k). V roce 1988 byl DAF 95 zvolen kamionem roku (Truck of the Year).
V roce 1990 došlo k menšímu faceliftu, který zasáhl přední nárazník a logo DAF. Současně byl nyní k dispozici motor o výkonu 242, 265 a 294 kW (330–400 k). V důsledku fúze a vzniku společnosti Leyland DAF byl nyní ve Velké Británii nabízen jako Leyland DAF 95.
Od roku 1992 byl montován nový špičkový motor o výkonu 316 kW. V roce 1994 konečně přišla speciální verze, Super Space Cab 95.500 se šestiválcovým dieselovým motorem Cummins o objemu 14 litrů a výkonu 373 kW. Tento motor byl k dispozici pouze pro verzi Super Space Cab, zatímco pro ostatní modelové varianty byly k dispozici pouze menší motory.
Na základě varianty Super Space Cab 95.500 byl v roce 1997 představen nástupnický model DAF 95XF.